# Brazilski federalni distrikt
Brazilski federalni distrikt (port. Distrito Federal) - federalna jedinica u Brazilu, koju čini područje oko glavnog grada Brasílije.

## Povijest
Nekada je glavni grad Brazila bio Rio de Janeiro. Vlada Brazila odlučila je, da to postane Brasília pa je Brazilski federalni distrikt postala regija oko Brasílije, a ne više regija oko Rio de Janeira. Rio de Janeiro prvo je pripadao pod državu Guanabaru od 1960. do 1975. Godine 1975., država Guanabara i država Rio de Janeiro spojili su se u federalnu državu Rio de Janeiro.
Izvorno, većina stanovništva bili su domaći radnici pod nazivom "candangos", koji su sagradili novi glavni grad Brasíliju i djelatnici javne uprave, koji su bili poslani u glavni grad, koji je građen planski. Izvorno je sagrađen za milijun ljudi, a sada ih ma mnogo više. Budući da je građen planski, teško ga je mijenjati pa su se mnogi stanovnici u novije vrijeme odlučili preseliti se.

## Zastava
Bijela boja na zastavi Federalnog distrikta simbolizira mir. Zelena i žuta boja u sredini zastave, ujedno su i nacionalne boje Brazila. Četiri žute strelice simboliziraju brazilske starosjedioce. Strelice upućuju na četiri smjera kompasa i na snagu koja kreće iz središta. Žute strelice također čine križ. To je simbol Južnog križa, koji je sa sobom nosio istraživač Pedro Álvares Cabral.
Zastava je djelo pjesnika Guilherme de Almeida, a usvojena je 25. kolovoza 1969. godine.

## Galerija
- Mastro Nacional
- Balão do Periquito
- Monumento Solarius
- Praça do Relógio
- Caixa d'Água
- Torre de TV Digital
- Pedra Fundamental